# 黒浜公園
黒浜公園（くろはまこうえん）は、埼玉県蓮田市大字黒浜にある運動施設。

## 概要
野球場1面、サッカー場1面、テニスコート5面からなり、1976年に開設された。
野球場にのみナイター設備が備わっている。
園内にはスポーツ施設以外に、ブランコ、すべり台、クライムネット、砂場などの子どもの遊び場や松林のある散策路が設けられている。
2009年4月1日より指定管理者制度が導入されている。
埼玉県から国民保護避難施設に指定されている。

## 近隣の施設
- 埼玉県立蓮田松韻高等学校
- 埼玉県立蓮田特別支援学校
- 国立病院機構東埼玉病院